# 小島健輔
　小島 健輔（こじま けんすけ、1950年 - ）は（株）小島ファッションマーケティング代表取締役。日本のファッションビジネス／流通コンサルタントである。
　洋装店やブティックを経営していた家に生まれて幼少時から生地や衣料品に囲まれて育ち、オーナーバイヤーだった母から感化された。慶応義塾大学商学部在学中には百貨店研究会に所属して米国ファッションビジネスを研究し、新宿デリカ(後のセシルマクビー)で販売アルバイトも経験した。
　卒業後は当時の大手婦人服専門店・鈴屋に入社して銀座のベル・ブードワ店に勤務。上田稔夫（現ファイブフォックス社長）に付いて川久保玲など著名クリエーターとの商談に立ち会ったり売場でVMDを工夫して販売効果を研究した。その後本社に移動して柳田信之の下で青山ベルコモンズの開発企画などを増田宗昭（現カルチュア・コンビニエンス・クラブCEO）とともに担当。しかし採算が見えず中止を進言して解雇された後、日本のファッションマーケティングの創始者　菅原正博（元宝塚造形芸術大学大学院教授／当時関西学院大学商学部助教授）が主催するFBOに招かれて大阪淀屋橋のオフィスに勤務。田中敬一郎（当時関西西友副社長）や田中洋（当時クレヨン社長）など関西ファッション業界に多くの知己を得た。　
　その後東京に戻り、82年にDCブランドなどの流通戦略を指導する（株）小島ファッションマーケティングを設立。DC業界の急成長とともに事業は軌道に乗ったが86年にはDCブームも沈静化し、ポストDCは米国で急成長しつつあったSPAと見て89年にSPAC研究会を立ち上げ、90余社を集めてアパレル流通の新潮流を築いた。　　
　近年はアパレル流通が非効率化して値引き販売と原価切り下げの悪循環が消費者のファッション離れを招く中、流通のロスとコストを抑えて‘お値打ち品’を提供すべく、DXなスマートファクトリーをキーとしたC2MやVMI、店舗とECを一体運用するC&Cやテザリング、ショールームストアやウェブルーミングストアを提唱している。
　業界紙やネットメディアへの寄稿に加え「ブランディングへのマーチャンダイジング」（商業界）、「ファッションビジネスは顧客最適へ動く」（こう書房）、「ユニクロ症候群」（東洋経済新報社）、「店は生き残れるか」（商業界）など著作も十冊を超え、2020年12月には朝日新書から「アパレルの終焉と再生」を刊行した。2016年には経済産業省「アパレルサプライチェーン研究会」の委員も務めている。

## 著作
- 『アパレルの終焉と再生』（朝日新書）
- 『店は生き残れるか』（商業界）
- 『ユニクロ症候群』（東洋経済新報社）
- 『ファッションビジネスは顧客最適へ動く』（こう書房）
- 『ブランディングへのマーチャンダイジング』（商業界）